# Timothy Jones
Timothy David "Tim" Jones (Harare, 1 d'agost de 1975) va ser un ciclista zimbabuès que fou professional de 1997 a 2007. Les seves victòries més destacades van ser el Giro del Cap de 1998, i la Volta a Eslovènia de l'any següent.
És cunyat dels també ciclistes Antonio i Ivan Fanelli.

## Palmarès
- 1998
  - Campió de Zimbàbue en contrarellotge
  - 1r al Giro del Cap i vencedor d'una etapa
- 1999
  - 1r a la Volta a Eslovènia i vencedor d'una etapa
- 2001
  - 1r al Giro de l'Etna
- 2003
  - Vencedor d'una etapa a la Setmana Ciclista Llombarda

### Resultats al Giro d'Itàlia
- 2001. 73è de la classificació general